# Familie Braun
Famille Braun és una sèrie dramàtica sobre dos neonazis que de sobte han de tenir cura d'una nena negra de sis anys. La sèrie, que consta de vuit episodis, es va mostrar primer per YouTube i es va emetre per primera vegada a la ZDF el 12 de febrer de 2016 com a part de la sèrie Das kleine Fernsehspiel. Al començament de l'emissió, tots els episodis ja estaven disponibles a la mediateca de l'emissora.

## Argument
Thomas i Kai són dos joves neonazis que conviuen en un apartament prefabricat a Berlín. Un dia, truca a la porta una jove d'Eritrea amb la que Thomas va tenir una relació d'una nit el 2009. El resultat és Lara, de sis anys. A partir d'ara Thomas haurà de tenir cura de Lara, perquè la dona ha de ser deportada.
Mentre que Thomas està més aviat perdut, Kai no vol tenir res a veure amb la noia negra. Vol desfer-se'n en totes les circumstàncies, però no té èxit. Amb el pas del temps, Thomas creix en el paper de pare i cada cop qüestiona la seva actitud anterior. Com a resultat, entra en conflicte repetidament amb el seu company d'habitació. Finalment Thomas i Lara es muden i Kai ha de trobar un nou company d'habitació.

## Repartiment
- Edin Hasanovic, - Thomas Braun
- Vincent Krüger, - Kai Stahl
- Nomie Laine Tucker, - Lara
- Stephan Grossmann, - Sr. Bärenkamp
- Karmela Shako, - mare de Lara
- Steven Schuto, - policial
- Fabian Rieck, - policial
- Florian Mundt, - motorista
- Max Krüger, - passatger

## Crítica
Henryk M. Broder va escriure a Die Welt que la sèrie és sorprenentment verinosa, i diu que l'emissora ha "aconseguit un gran èxit, a banda de la cruel modèstia que caracteritza d'una altra manera les produccions de l'emissora". La sèrie té el que es necessita per ser un èxit. D'altra banda, Heike Kunert a Die Zeit considera que la sèrie ha "passat malament". Els diàlegs eren "difícils de batre en termes de planitud" i, si els creadors tenien la intenció de sacsejar les ments, en això "falla completament".

## Premis
- 2016: Romy – Preis der Akademie a Manuel Meimberg, Nomie Laine Tucker, Uwe Urbas i Maurice Hübner per Familie Braun.[4][5]
- 2016: Deutscher Comedypreis – Millor Innovació (ZDF)
- 2017: Premis Emmy Internacional en la categoria Sèrie en format curt[6]